# 草山 (香港)
草山（英語：Grassy Hill）是香港一座海拔646米的山峰，位於新界中部城門郊野公園近鉛礦坳，距離大埔市中心約4公里，為荃灣區、沙田區和大埔區的天然分界線。山頂設有地政總署測繪處的三角網測站，三角網測站編號506。草山之東北方為大埔滘自然護理區，西南方為城門水塘。麥理浩徑第7段經過此山峰，有車路向南前往針山。

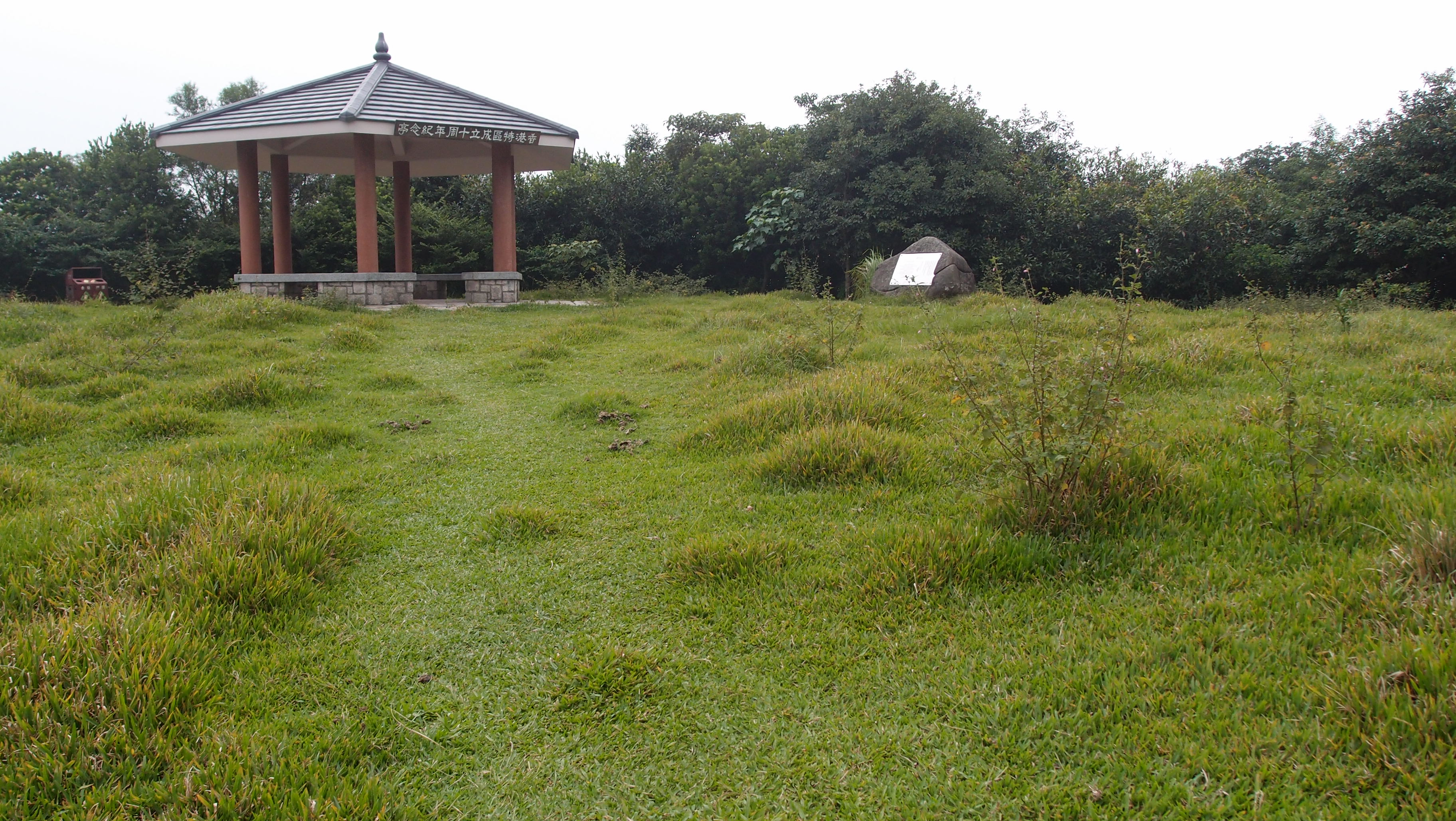
建於草山的香港特區成立十周年紀念亭，距離山頂約十分鐘路程

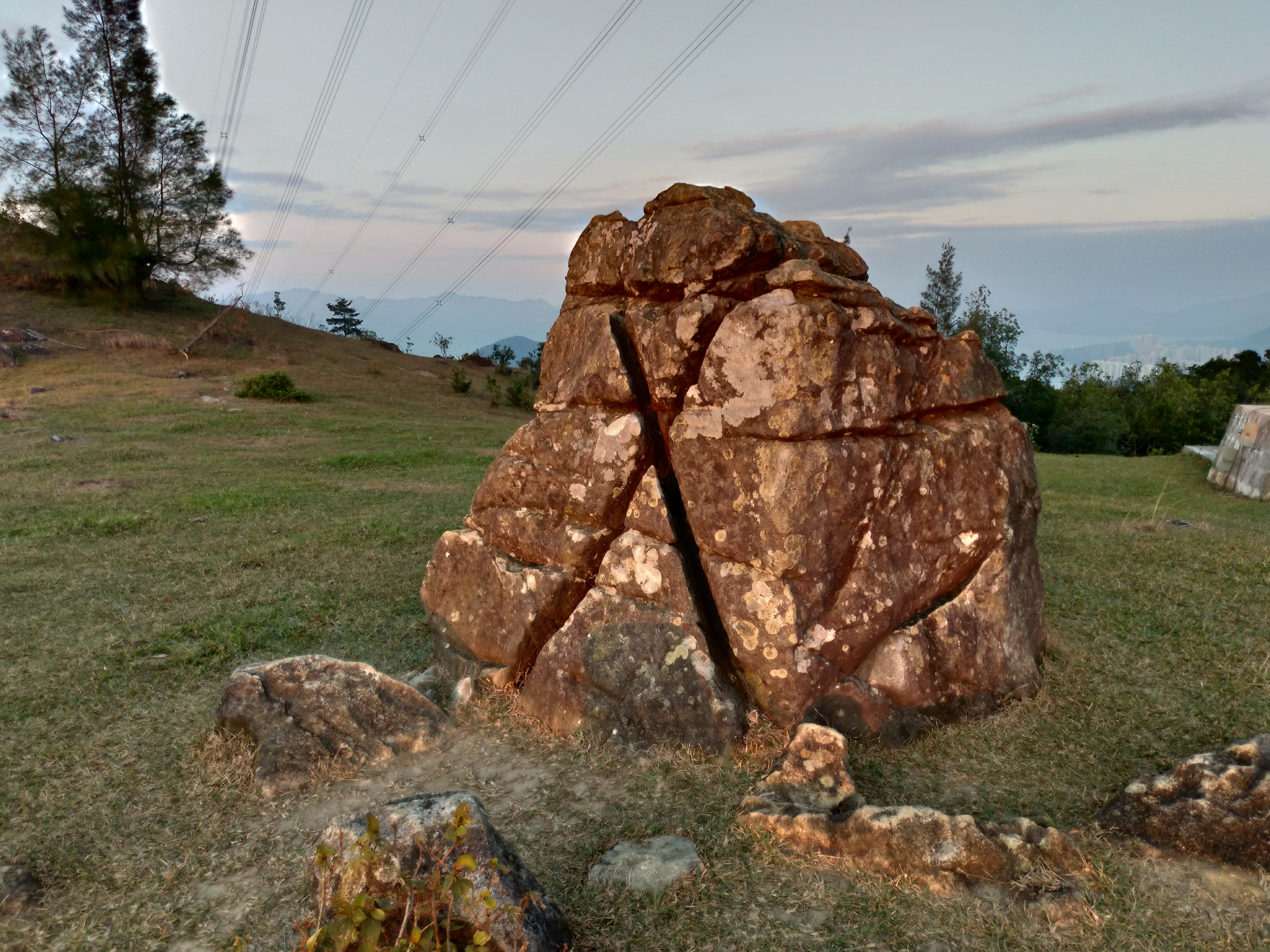
在草山上的「交叉石」